# Plateaux (distrikt)
Plateaux var från 1990 till den administrativa reformen 2015 ett distrikt i Kongo-Kinshasa. Det låg i provinsen Bandundu, i den västra delen av landet, 230 km nordost om huvudstaden Kinshasa. Det avskildes från distriktet Mai-Ndombe och återförenades sedermera med detta i form av den nya provinsen Mai-Ndombe. Plateaux var indelat i territorierna Bolobo, Kwamouth, Mushie och Yumbi.